# NGC 7311
NGC 7311 est une galaxie spirale située dans la constellation de Pégase. Sa vitesse par rapport au fond diffus cosmologique est de 4 158 ± 26 km/s, ce qui correspond à une distance de Hubble de 61,3 ± 4,3 Mpc (∼200 millions d'al). NGC 7311 a été découverte par l'astronome germano-britannique William Herschel en 1785.
La classe de luminosité de NGC 7311 est I-II et elle présente une large raie HI. Selon la base de données Simbad, NGC 7311 est une galaxie LINER, c'est-à-dire une galaxie dont le noyau présente un spectre d'émission caractérisé par de larges raies d'atomes faiblement ionisés.
Selon la base de données NASA/IPAC, NGC 7311 forme une paire de galaxies avec NGC 7312 (UGC 12083). La distance de Hubble de NGC 7312 est égale à 116,68 ± 8,18 Mpc (∼381 millions d'al), ce qui signifie qu'elle est bien plus éloignée de nous que ne l'est NGC 7311 et qu'il s'agit donc d'une paire purement optique.
À ce jour, 20 mesures non basées sur le décalage vers le rouge (redshift) donnent une distance de 61,045 ± 14,398 Mpc (∼199 millions d'al), ce qui est à l'intérieur des valeurs de la distance de Hubble.

## Supernova
La supernova SN 2005kc a été découverte dans NGC 7311 le 9 novembre 2005 par l'astronome amateur américain Tim Puckett et par G. Sostero. D'une magnitude apparente de 18,2 au moment de sa découverte, elle était de type Ia.